# Elecciones generales de Malta de 1854
Entre el 3 y el 11 de noviembre de 1854 se celebraron en Malta elecciones generales.

## Antecedentes
Las elecciones se realizaron bajo la constitución de 1849, con lo que de los 18 miembros diez serían designados y ocho electos.

## Resultados
4.348 personas tenían derecho a voto, de las que 3.882 votaron, dando una participación del 88%.
| Miembros electos        | Miembros electos | Miembros electos |
| Name                    | Votos            | Notas            |
| ----------------------- | ---------------- | ---------------- |
| Mikelang Xerro          | 1.555            |                  |
| Don Filippo Amato       | 1.266            | Reelegido        |
| Salv. Naudi             | 1.112            |                  |
| Annetto Casolani        | 989              | Reelegido        |
| Imhallef Bruno          | 903              |                  |
| Ign. Bonavita           | 798              |                  |
| Emm. Rossignaud         | 589              |                  |
| Paolo Sciortino         | 258              | Elegido por Gozo |
| Fuente: Schiavone, p175 |                  |                  |